# Honest John Plain

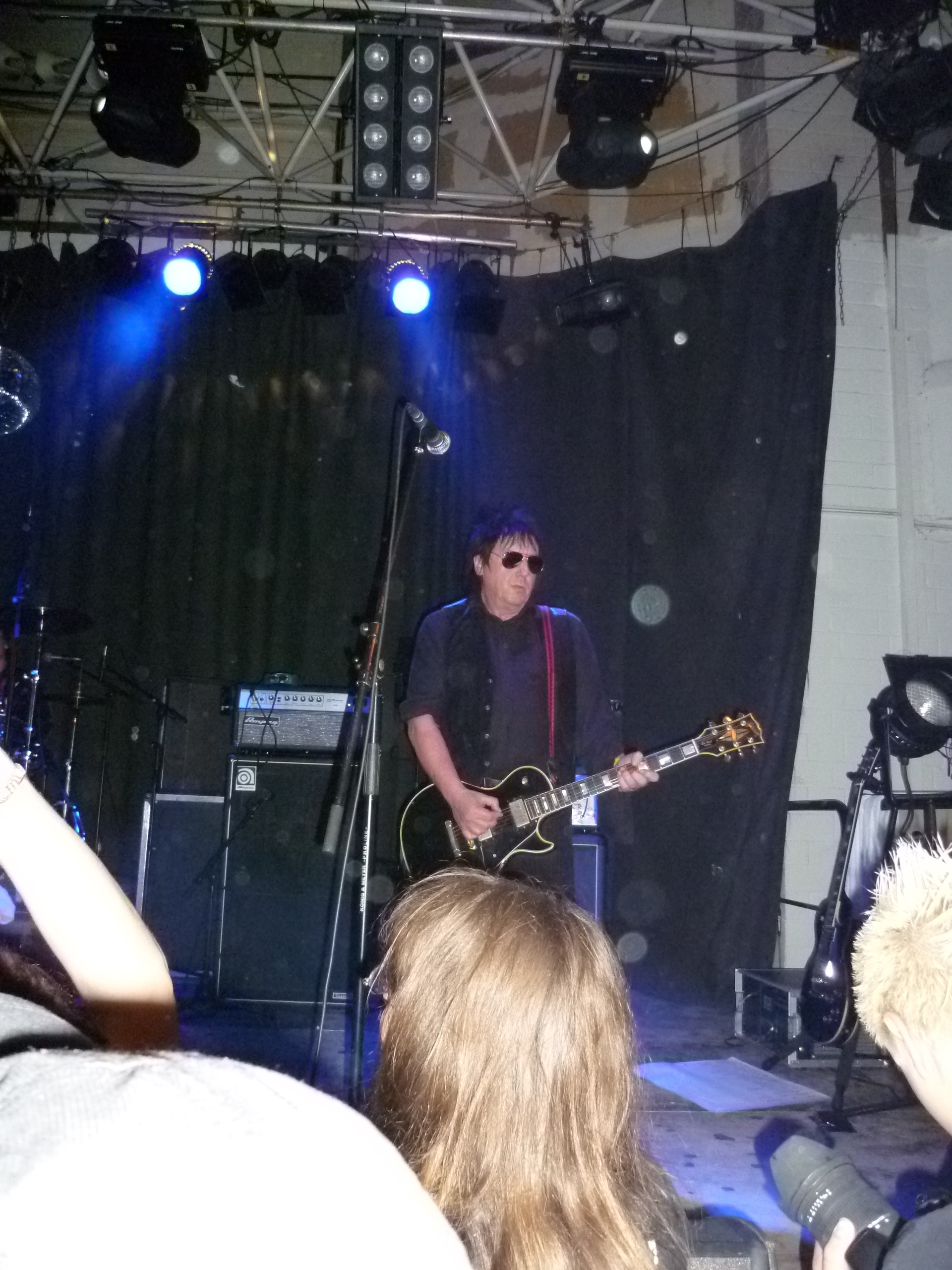
Honest John Plain live (2010)

Honest John Plain (* 12. April 1952 in Leeds, Yorkshire; † 13. Juni 2025, bürgerlich John Splain) war ein britischer Musiker und Sänger. Er wurde vor allem als Gründungsmitglied von The Boys bekannt.

## Werdegang
Im September 1969 ging John Plain auf die „Jacob Kramer School of Art“, wo er Matt Dangerfield kennenlernte. Die beiden schrieben gemeinsam einige Songs und zogen zusammen in den Londoner Stadtteil Maida Vale. Dort spielten sie 1975 kurze Zeit zusammen mit Casino Steel, Mick Jones (später: The Clash), Brian James (später: The Damned) und Tony James (später: Chelsea und Generation X) in der Band London SS. Später gründeten Plain, Steel und Dangerfield die Choirboys, die ihren Bandnamen nach einigen Umbesetzungen in The Boys verkürzten.
Plain spielte auch in einem frühen Line-up von Generation X als Schlagzeuger mit. Er arbeitete außerdem in einer T-Shirt-Fabrik, wo er Jack Black und Duncan „Kid“ Reid kennenlernte und zu den Boys mitbrachte. Neben den vier Alben mit den Boys und einem Album mit dem Boys-Ableger The Yobs, hatte er noch mehrere Projekte. So spielte er 1979 eine Single mit The Rowdies und eine Single mit The Lurkers ein. Er schrieb für letztere den Hit New Guitar in Town, der letztlich zu einem gemeinsamen Album mit Pete Stride führte, das ebenfalls New Guitars in Town hieß.
Nach dem Ende der Boys schloss er sich dem Projekt The Dirty Strangers mit Keith Richards und Ron Wood an, seine Gitarrenspuren wurden jedoch vom Debütalbum gelöscht. 1984 schloss er sich The Mannish Boys an, bei denen Gass Wild von The Pretenders den Gesang übernahm. Sie standen kurz vor einem Deal mit Motown, bis die Plattenfirma bemerkte, dass keiner der Bandmitglieder eine schwarze Hautfarbe hatte. Penetration Sensation erschien dann erst 1985 und wurde nur in Frankreich veröffentlicht. Plain spielte daraufhin mit einigen Bands zusammen, verblieb aber nie lange bei einer Formation. Um 1990 spielte er mit den „Tower Block Rockers“ einige Konzerte im Vorprogramm von Die Toten Hosen.
Mit The Crybabys nahm er 1991 das Where Have All The Good Girls Gone-Album auf, aber auch diese Gruppe zerbrach kurz danach, da Sänger Darrel Bath die Band The Dogs D’Amour reanimierte. Erst um die Jahrtausendwende fanden sie wieder zusammen und veröffentlichten seitdem drei Alben.
1991 veröffentlichten The Yobs ihr zweites Album XMas 11 und traten bei verschiedenen Weihnachtskonzerten von Die Toten Hosen als Vorband auf. Honest John Plain hatte in den 1990ern verschiedene Gastbeiträge auf Veröffentlichungen von den Toten Hosen. So war er in der Boys-Coverversion First Time und im Lurkers-Cover New Guitar in Town auf dem Album Auf dem Kreuzzug ins Glück, sowie in Brickfield Nights im Projekt Learning English Lesson One zu hören, und war u. a. dabei behilflich, Campinos Texte für das Best-Of-Album Love, Peace & Money in die englische Sprache umzusetzen.
1996 erschien Honest John Plains erstes Soloalbum Honest John Plain & Friends, an dem unter anderem die Weggefährten Campino, Darrel Bath, Vom Ritchie, John Balance von Psychic TV und Matt Dangerfield beteiligt waren. Plain war zwischenzeitlich nach Wales umgezogen und nahm mit Ian Hunter das Dirty Laundry-Album auf. Plain schrieb unter anderem die Single Good Girls. Auch Casino Steel und Vom Ritchie waren auf dem Album vertreten, das in den Abbey Road Studios aufgenommen wurde. Der Tonträger wurde zunächst lediglich in Norwegen veröffentlicht, erst ein Jahr später erfolgte eine Veröffentlichung in den USA.
Im gleichen Jahr erschien noch ein drittes Yobs-Album, ein Jahr später das Boys-Unplugged-Album Power Cut mit Campino als Sänger. 1998 wirkte Plain als Gastmusiker auf dem Album Wir warten auf’s Christkind von Die Roten Rosen, einem Pseudonym der Düsseldorfer Band Die Toten Hosen, mit.
2003 erschien sein zweites Soloalbum Honest John Plain & Amigos, zusammen mit einigen Freunden von verschiedenen Punkbands aus Argentinien, wie Attaque 77 und Thee Corronados.
Zuletzt war Honest John Plain sowohl solo als auch mit den Boys und den Crybabys aktiv.
Splain starb am 13. Juni 2025 im Alter von 73 Jahren.

## Diskografie

### Solo
- 1996 Honest John Plain & Friends
- 2003 Honest John Plain & Amigos
- 2006 Honest John Plain & The Amigos – One More And We're Staying

### Mit The Boys / The Yobs
- siehe Diskografie von The Boys

### Mit The Crybabys
- 1991 Where Have All the Good Girls Gone
- 2000 Rock on Sessions
- 2002 Daily Misery
- 2003 What Kind of Rock N Roll

### Mit den Lurkers
- 1979 New Guitar in Town / Little Old Wine Drinker Me (Single)
- 1997 God’s Lonely Man
- 2000 The BBC Punk Sessions

### Mit Pete Stride
- 1980 Laugh at Me / Jimmy Brown (Single)
- 1980 New Guitars in Town

### Sonstige Veröffentlichungen
- 1979 / 1980 The Rowdies: She’s No Angel / Had Me a Real Good Time (Single)
- 1985 Mannish Boys: Penetration Sensation
- 1995 / 1996 Ian Hunter: Dirty Laundry

### Gastbeiträge
- 1990 Die Toten Hosen: Auf dem Kreuzzug ins Glück
- 1991 Die Toten Hosen: Learning English Lesson One
- 1996 Ian Hunter: The Artful Dodger
- 1998 Die Toten Hosen: Wir warten auf’s Christkind
- 2000 Sabre Jet: Same Old Brand New
- 2001 Casino Steel: VSOP
- 2002 Die Toten Hosen: Reich & sexy II
- 2002 Katarro Vandaliko: Llegando Al Limite